# Église Notre-Dame-de-l'Assomption de Pierrefontaine-les-Varans
Pour les articles homonymes, voir Église Notre-Dame-de-l'Assomption et Assomption.
L’église Notre-Dame-de-l'Assomption de Pierrefontaine-les-Varans est une église du XVIIIe siècle, située à Pierrefontaine-les-Varans dans le Doubs en Franche-Comté.

## Histoire
L'église est construite en 1782 sur les plans de l'architecte Cachot.
L'église est inscrite au titre des monuments historiques depuis le 13 juin 1991.

## Rattachement
L'église fait partie de la paroisse de Pierrefontaine-les-Varans qui est rattachée au diocèse de Besançon.

## Mobilier
L'église renferme du mobilier protégé des monuments historiques, incluant notamment un orgue de 1882, du facteur d'orgue Louis Callinet et fils, classé à titre objet en 1997,,, un confessionnal du XVIIIe siècle inscrit à titre objet des monuments historiques en 1992 et le retable des fonts baptismaux, inscrit à titre objet en 1992.